# 1992 QE2
1992 QE2 är en asteroid i huvudbältet som upptäcktes den 22 augusti 1992 av den amerikanske astronomen Henry E. Holt vid Palomarobservatoriet.
Asteroiden har en diameter på ungefär 9 kilometer.